# 少国民

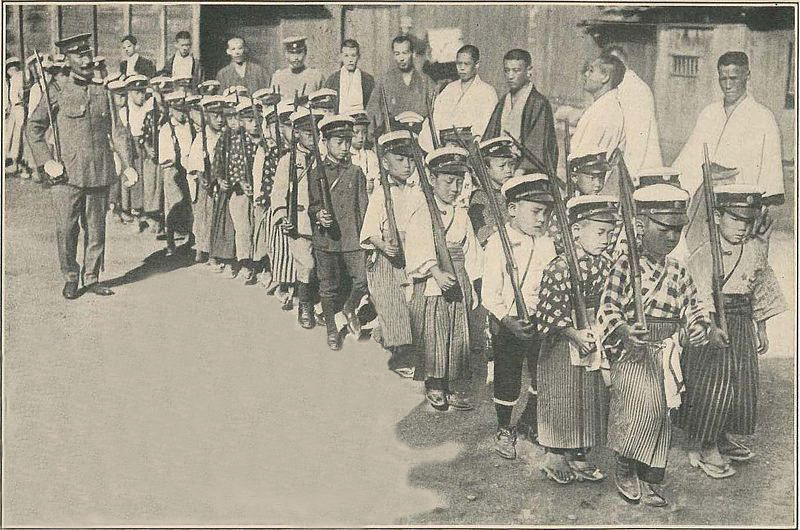
1916年の日本のボーイスカウト活動の様子。まだ少国民という呼び方はされていない時期である。

少国民（しょうこくみん、旧字体: 少國民）は、日中戦争から第二次世界大戦までの日本において、銃後に位置する子供を指した語で、年少の皇国民という意味がある。これは、ドイツのヒトラーユーゲントで用いられた「Jungvolk」の訳語である。現在では死語である。

## 概要
大日本帝国憲法下の日本では、「国民皆兵」として兵役の義務に服さねばならぬことになっていた。そのため、子供へも戦時の基礎教育が広く行われた。特に、張作霖爆殺事件以後のいわゆる軍国主義の時代においては、小学生は「少国民」と呼ばれ、小学校（第二次大戦中の国民学校）でも基礎的な軍事訓練を受けるほか、戦争や軍隊への親近感を抱かせるような教育が行われた。教科書や読み物には軍艦や戦闘機や戦車（タンク）が登場していた。
1920年代生まれ（戦中派）や1930年代生まれ（焼け跡世代）の世代が、「少国民」と呼ばれたことになる。この語にこだわった著作をいまもつづける作家・山中恒（1931年生）もその一人である。
1942年（昭和17年）2月、文化・教育・産業等さまざまな国民生活に対し、「戦時統制」が敷かれたが、いわゆる「小学館の学年別学習雑誌」に敷かれた統制が、『国民一年生』 - 『国民六年生』（現在の『小学一年生』 - 『小学六年生』）を、低学年向けの『良い子の友』と高学年向けの『少國民の友』に統合する、というものであった。
日本以外では、軍政時代の大韓民国の国民学校（現在の初等校に相当する）用教科書も、似たような軍国主義的な内容だったと言われている。